# Мени (филм)
Мени (енгл. The Menu) америчка је хорор филмска комедија из 2022. године. Режију потписује Марк Мајлод, по сценарију Сета Рајса и Вила Трејсија. Ансамблску поделу улога чине: Рејф Фајнс, Анја Тејлор Џој, Николас Хоулт, Хонг Чау, Џенет Мактир, Џудит Лајт и Џон Легвизамо.
Премијерно је приказан 10. септембра 2022. године на Филмском фестивалу у Торонту, док је 10. септембра пуштен у биоскопе у САД, односно 17. новембра у Србији. Добио је изузетно позитивне рецензије критичара, који су похвалили сценарио, режију, продукцију и глумачку поставу.

## Радња
Млади пар путује на удаљено острво како би јели у ексклузивном ресторану у којем шеф кухиње припрема изврсна јела, уз шокантна изненађења.

## Улоге
| Глумац           | Улога          |
| ---------------- | -------------- |
| Рејф Фајнс       | Џулијан Словик |
| Анја Тејлор Џој  | Марго Милс     |
| Николас Хоулт    | Тајлер         |
| Хонг Чау         | Елса           |
| Џенет Мактир     | Лилијан Блум   |
| Џон Легвизамо    | Џорџ Дијаз     |
| Рид Бирни        | Ричард Либрант |
| Џудит Лајт       | Ен Либрант     |
| Пол Аделстин     | Тед            |
| Ејми Кареро      | Фелисити       |
| Артуро Кастро    | Сорен          |
| Роб Јанг         | Брајс          |
| Марк Сент Сир    | Дејв           |
| Ребека Кун       | Линда Словик   |
| Кристина Брукато | Кетрин Келер   |
| Адам Алдеркс     | Џереми Лауден  |
| Метју Корнвел    | Дејл           |
| Питер Грос       | сомелијер      |